# Cascata delle Marmore

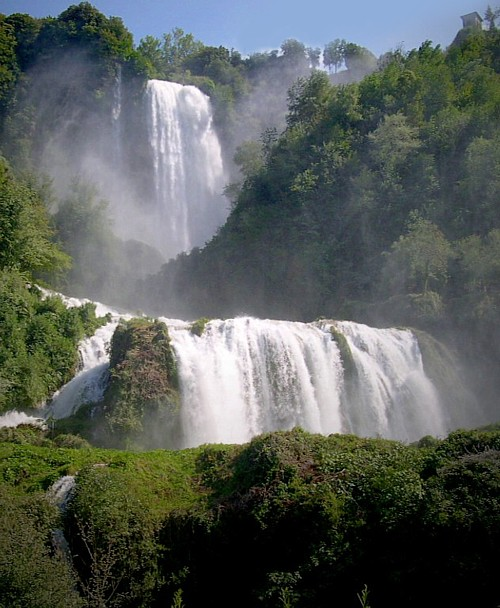

Cascata delle Marmore är ett konstgjort vattenfall från romartiden i Italien. Höjden på fallet är 165 meter och är det högsta konstgjorda fallet i världen. Fallet har tre nivåer och den högsta nivån är 83 meter. 
Cascata delle Marmore ligger 7,7 km från Terni, huvudort i provinsen Terni i Regionen Umbrien.
Vattenfallet får sitt vatten från floden Velino och går vidare till floden Nera. Det mesta av vattnet före vattenfallet används till produktion av vattenkraft så vattenfallet har mestadels mycket lite vatten. Vattnet i vattenfallet släpps på vanligtvis en gång om dagen. Lago di Piediluco fungerar som vattenreservoar för kraftverket Galleto som byggdes 1929. 
Velino flyter genom bergen som omger staden Rieti och i antiken var området en våtmark som härjades av malaria. För att åtgärda problemet beordrade konsul Manius Curius Dentatus, 271 f.Kr. att en kanal skulle byggas så att våtmarken skulle dräneras på vatten och ledas mot en klippa vid Marmore. Därifrån skulle vattnet falla ner till floden Nera. Lösningen skapade problemet att när Nera hade högt vattenstånd så hotades staden Terni. Frågan blev så omstridd mellan de två städerna att den romerska senaten var tvungen att ta upp problemet 54 f.Kr.. Cicero representerade Terni och Aulus Pompeius representerade Rieti. Senaten löste inte problemet som förblev det samma i århundraden.
Bristen på underhåll av kanalen resulterade en minskning av flödet och våtmarkerna återkom. Påve Gregorius XII byggde en ny kanal för att återställa det ursprungliga flödet. 
Paulus III började 1545 bygga en ny kanal för att försöka kontrollera flödet. När kanalen blev färdig 50 år senare invigde Pius VI den och namngav den efter sig själv. 
De följande två århundradena fungerade kanalen dåligt och Nera översvämmades ofta. Påve Pius VI gav uppdraget 1787 till arkitekten Andrea Vici att bygga om avsatserna i vattenfallet vilket ger fallet dess nuvarande utseende och som till slut löste de flesta problemen.
1896 började ett stålverk i Terni att använda vattenflödet till energiförsörjningen för sin produktion. Under de följande åren började man använda vattenflödet för att generera elektricitet. 